# Jeová Campos
Jeová Vieira Campos (São José de Piranhas, 4 de janeiro de 1964) é um advogado, professor e político brasileiro, filiado ao Partido dos Trabalhadores. Por três vezes, exerceu o mandato como deputado estadual na Assembleia Legislativa do Estado da Paraíba (o primeiro, entre fevereiro de 2007 e janeiro de 2011; os dois seguintes, entre fevereiro de 2015 e janeiro de 2023).

## Biografia
Formado em Direito, com atuação nas áreas trabalhista, administrativa, penal e seguridade social, Jeová Campos disputou sua primeira eleição em 1998, concorrendo a deputado estadual pelo PT. Recebeu 5.426 votos, ficando como suplente.
Ausente da eleição de 2002, voltaria a disputar um cargo eletivo em 2006, novamente como candidato a uma vaga na Assembleia Legislativa da Paraíba, recebendo 27.521 sufrágios e tornando-se o 19º deputado estadual mais votado. Em 2010, recebe 66.741 votos para deputado federal, mas ficou de fora da Câmara dos Deputados. Deixou o PT em 2014 para filiar-se ao PSB, onde permanece desde então. No mesmo ano, volta a disputar uma das 36 vagas da Assembleia Legislativa, conquistando 25.905 votos. Reelegeu-se em 2018, com a 15ª maior votação do estado (31.017).
Em março de 2022, durante o período de "janela partidária", deixou o PSB, filiando-se novamente ao Partido dos Trabalhadores-PT. Neste mesmo, ano, foi o primeiro suplente na chapa da candidatura de Ricardo Coutinho ao Senado Federal, que recebeu 431.857 votos (21,56% do total), ficando na terceira colocação por uma das vagas, e não obteve êxito na eleição. 